# Myzomela chermesina
La mielero de la Rotuma (Myzomela chermesina) es una especie de ave paseriforme de la familia Meliphagidae endémica de la isla de Rotuma, en el extremo norte de las Fiyi. Se encuentra en las selvas y las plantaciones de cocoteros de la isla, la especie es tolerante a la pérdida de hábitat pero se clasifica como especie vulnerable debido a su reducido área de distribución.